# Pautaines-Augeville
Pour les articles homonymes, voir Augeville.
Pautaines-Augeville est une ancienne commune française, située dans le département de la Haute-Marne et la région Champagne-Ardenne issue de l'absorption par fusion simple de l'ancienne commune d'Augeville par l'ancienne commune de Pautaines le 1er avril 1973
La commune est devenue ensuite une commune déléguée à la suite de la fusion avec sa voisine Épizon pour former une commune nouvelle le 28 février 2013.

## Histoire
Le 27 février 2013, la commune a été transférée du canton de Doulaincourt-Saucourt au canton de Poissons afin de préparer sa fusion avec la commune d'Épizon.

## Administration
| Période                                  | Période      | Identité      | Étiquette | Qualité |
| ---------------------------------------- | ------------ | ------------- | --------- | ------- |
| Les données manquantes sont à compléter. |              |               |           |         |
| 1822                                     | 1828         | Joseph Colson |           |         |
| mars 2001                                | mars 2008    | David Oudin   |           |         |
| mars 2008                                | fevrier 2013 | Annie Oudin   |           |         |

## Population et société

### Démographie
L'évolution du nombre d'habitants est connue à travers les recensements de la population effectués dans la commune depuis 1793. À partir du 1er janvier 2009, les populations légales des communes sont publiées annuellement dans le cadre d'un recensement qui repose désormais sur une collecte d'information annuelle, concernant successivement tous les territoires communaux au cours d'une période de cinq ans. 
Pour les communes de moins de 10 000 habitants, une enquête de recensement portant sur toute la population est réalisée tous les cinq ans, les populations légales des années intermédiaires étant quant à elles estimées par interpolation ou extrapolation. Pour la commune, le premier recensement exhaustif entrant dans le cadre du nouveau dispositif a été réalisé en 2004,.
En 2014, la commune comptait 27 habitants, en évolution de +28,57 % par rapport à 2009 (Haute-Marne : −2,45 %, France hors Mayotte : +2,49 %).
| 1793 | 1800 | 1806 | 1821 | 1831 | 1836 | 1841 | 1846 | 1851 |
| ---- | ---- | ---- | ---- | ---- | ---- | ---- | ---- | ---- |
| 213  | 234  | 225  | 233  | 254  | 222  | 222  | 222  | 226  |

| 1856 | 1861 | 1866 | 1872 | 1876 | 1881 | 1886 | 1891 | 1896 |
| ---- | ---- | ---- | ---- | ---- | ---- | ---- | ---- | ---- |
| 191  | 208  | 198  | 178  | 173  | 155  | 136  | 141  | 138  |

| 1901 | 1906 | 1911 | 1921 | 1926 | 1931 | 1936 | 1946 | 1954 |
| ---- | ---- | ---- | ---- | ---- | ---- | ---- | ---- | ---- |
| 108  | 115  | 99   | 81   | 67   | 61   | 56   | 67   | 38   |

| 1962 | 1968 | 1975 | 1982 | 1990 | 1999 | 2004 | 2009 | 2013 |
| ---- | ---- | ---- | ---- | ---- | ---- | ---- | ---- | ---- |
| 29   | 27   | 34   | 25   | 21   | 27   | 27   | 21   | 25   |

| 2014 | - | - | - | - | - | - | - | - |
| ---- | - | - | - | - | - | - | - | - |
| 27   | - | - | - | - | - | - | - | - |

## Lieux et monuments
- L'église Saint-Nicolas de Pautaines possède une fresque de chœur représentant la Cène. Mais elle n'a pas la présentation habituelle (le Christ et ses 12 apôtres autour d'une table) : on voit Jésus au premier plan s'adressant à un apôtre agenouillé (sans doute saint Jean), dix autres disciples à l'arrière-plan et Judas à l'écart à gauche. Il s'agit vraisemblablement de la partie de la Cène où, Jésus ayant annoncé que l'un des disciples va le trahir, chacun demande à son tour : serait-ce moi ?
- L'église Saint-Hubert d'Augeville.